# Naukšēni
Naukšēni è un comune della Lettonia appartenente alla regione storica della Livonia di 2.316 abitanti (dati 2009).

## Località
Il comune è stato istituito nel 2009 ed è formato dalle seguenti località:
- Naukšēni
- Ķoņi